# Immortal Beloved
Immortal Beloved (en Argentina: Amada Inmortal, en España: Amor inmortal, en México: Mi amor inmortal) es una película biográfica dirigida por Bernard Rose basada libremente en la vida del compositor alemán Ludwig Van Beethoven. La película narra la vida del compositor (interpretado por Oldman) en flashbacks mientras sigue la búsqueda del secretario y primer biógrafo de Beethoven Anton Schindler (Krabbé) para averiguar la verdadera identidad de la Unsterbliche Geliebte (Amada inmortal) a la que se refieren tres cartas encontradas en los papeles privados del difunto compositor. Schindler viaja por todo el Imperio austriaco entrevistando a mujeres que podrían ser posibles candidatas, así como a través de la tumultuosa vida del propio Beethoven.

## Sinopsis
Después de la muerte de Ludwig Van Beethoven, en 1827 se encontraron tres cartas de amor en su pieza escrita una por la mañana, otra por la tarde y una última por la noche a alguien que no dijo su nombre. La película se centra en la búsqueda de Anton Felix Schindler por el único heredero de Beethoven, a quien afirma que está dejando posesión de todos sus activos, sin embargo, la búsqueda no es fácil ya que no hay idea de quién es realmente. la persona en cuestión, por lo que a pesar de la presión del hermano de Beethoven, Johann Van Beethoven, Schindler se muda a un hotel, donde se supone que Beethoven conoció a su "amada", después de hablar con alguien en el hotel, describe a un Schindler en el momento en que Beethoven y una mujer misteriosa llegó al hotel hace mucho tiempo, siguiendo las cartas de Beethoven, Schindler decide visitar a cada uno de los "amigas" de Beethoven, comenzando por Giuletta Guicciardi, quien dijo que Beethoven solo la había amado en verdad, a través de los recuerdos, muestra la interpretación de Gary Oldman del famoso compositor que dramatiza lo que se describe a Schindler, sin embargo, al no reconocer la firma, Schindler se mueve para visitar a la condesa Anne-Marie Erdody, quien entra en más detalles sobre su encuentro con Beethoven, a lo que Schindler corresponde con su propia experiencia con respecto a su relación con Beethoven, esta parte es la mayoría de la película, y la que más retrata Una interpretación sobre el argumento, sin embargo, Schindler es informado por la condesa que su búsqueda está a punto de concluir, ya que quien de hecho era la amada inmortal de Beethoven, era su propia cuñada política Joanna Van Beethoven. Al conocerla, Schindler Anna describe que ella realmente dio a luz al hijo de Ludwig Van Beethoven y no su hermano Caspar Karl Van Beethoven, sabiendo que Schindler termina, busca información de Anna y sobre los deseos de Ludwig, para terminar visitando la tumba de la famosa maestra, y termina derramando lágrimas de alegría por el compositor fallecido.

## Reparto
- Gary Oldman como Ludwig van Beethoven
- Jeroen Krabbé como Anton Felix Schindler
- Isabella Rossellini como Anna-Marie Erdödy
- Johanna ter Steege como Johanna Reiss
- Marco Hofschneider como Karl van Beethoven
- Miriam Margolyes como Nanette Streicherova
- Barry Humphries como Clemens Metternich
- Valeria Golino como Giulietta Guicciardi
- Gerard Horan como Nikolaus Johann van Beethoven
- Christopher Fulford como Kaspar van Beethoven
- Alexandra Pigg como Therese Obermayer
- Michael Culkin como Jakob Hotscevar
- Geno Lechner como Josephine von Brunsvik
- Claudia Solti como Theresa von Brunsvik

## Música
- Orquesta: Orquesta Sinfónica de Londres dirigida por Georg Solti
- Solistas instrumentales: Murray Perahia al piano y Gidon Kremer al violín.
- Cuarteto Juilliard

(Por orden de aparición)
- Sinfonía n.º 5, Op. 67. Allegro con brio.
- Missa Solemnis: Kyrie.
- Für Elise (completa).
- Sinfonía n.º 3 en mi bemol mayor Op. 55 Eroica.
- Sonata para piano n.º 14 Claro de luna: Adagio sostenuto.
- Sinfonía n.º 6, Op. 68 Pastoral: Tormenta.
- Trío para piano n.º 5 en re mayor, Op. 70 n.º 1 Fantasma.
- Concierto para violín en re mayor, Op. 61.
- Sonata para piano n.º 8 Patética.
- La gazza ladra de Rossini (no aparece en el CD).
- Sinfonía n.º 9, Op 125: Allegro ma non troppo, un poco maestoso (primeros 2 minutos, no aparece en el CD)
- Concierto para piano n.º 5 Emperador (tema de amor, créditos finales).
- Sinfonía n.º 7, Op. 92: Allegretto (tema de Karl)
- Sonata para violín en la mayor, Op. 47 Kreutzer: Adagio sostenuto - Presto.
- Sinfonía n.º 9, Op 125: Oda a la alegría.
- Cuarteto de cuerda n.º 13 en si bemol mayor, Op. 130
- Oratorio Christus am Ölberg, Op. 85

## Recepción
La película tiene una línea argumental y descriptiva similar a la de Citizen Kane, ya que también comienza con la muerte del protagonista igual que en el clásico de Orson Welles, además de desentrañar un misterio a lo largo de ella, mediante recuerdos de conocidos que le sobrevivieron, por esto y por el hecho de que no está muy bien ligada a la realidad en la vida de Beethoven, las opiniones se han visto muy divididas, muchos la toman como un intento de emular el éxito de la película Amadeus, además de que algunos admiradores de Beethoven se han sentido ofendidos, y para otros no es un trabajo que requiera mucha apreciación si no se es admirador de la música romántica, clásica y del maestro compositor.

## Contexto histórico

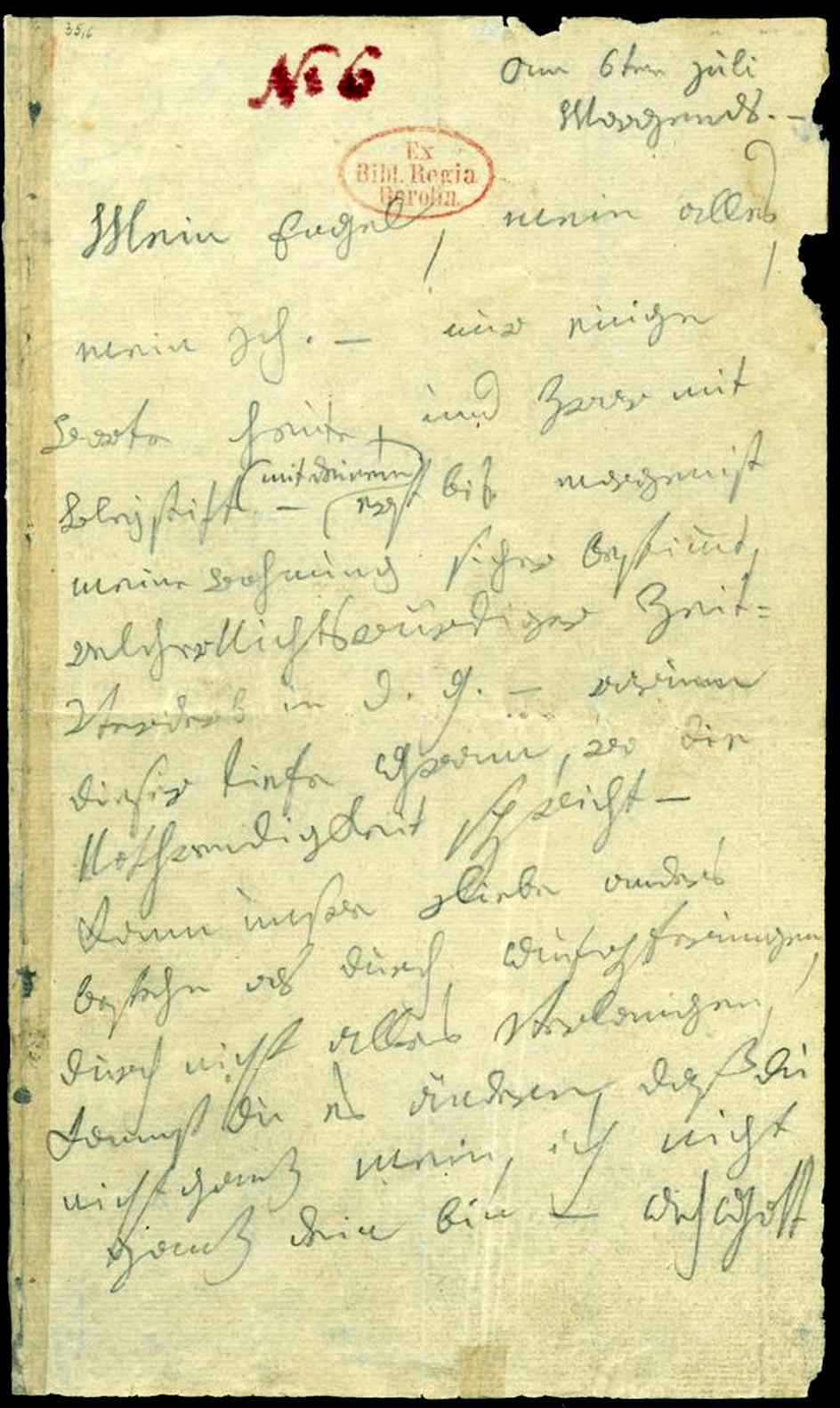
Facsímil de la primera página destinada a la Amada inmortal.

Tras la muerte de Beethoven en 1827, se encontró entre sus papeles privados una carta en tres partes dirigida a una mujer a la que llamaba "amada inmortal". Escrita en el verano de 1812 desde la ciudad balneario de Teplice, la carta ha generado numerosas especulaciones y debates entre eruditos y escritores sobre su identidad. Entre las candidatas, entonces y ahora, se encuentran Giulietta Guicciardi, Therese Brunsvik, Josephine Brunsvik, Antonie Brentano y Anna-Marie Erdödy, algunas de las cuales aparecen retratadas en la película.
El guionista y director de la película, Bernard Rose, aunque no es historiador, afirmó que había logrado identificar a la mujer a la que se dirigía como la cuñada de Beethoven Johanna (Reiss) van Beethoven, afirmación que ningún estudioso de Beethoven ha respaldado. La película también da a entender que Karl, sobrino de Beethoven, era en realidad hijo de la pareja. La biógrafa Gail S. Altman refutó la afirmación de Rose en un libro dedicado específicamente a la cuestión de la identidad de la mujer y a las relaciones de Beethoven en general.

### Mitos y realidades
El trabajo de Bernard Rose es un trabajo bien hecho, ya que la fotografía y la dirección son excepcionalmente bien logradas, sin embargo no es un referente histórico sino una adaptación libre de la vida del gran compositor, he aquí algunas de las libertades al respecto: 
- Schindler fue despedido por Beethoven mucho antes de morir, aunque sí asistió al funeral, no fue él quien dio el epitafio en su entierro, además se le describe como una persona buena y compasiva, cuando en realidad era una persona oportunista quien se adjudicó mucho respecto al trabajo de Beethoven, además actuaba de manera obsesiva y hostil con los conocidos de Beethoven y destruyó muchos de los escritos que según él, perjudicarían la imagen del compositor, sin embargo él fue el primer biógrafo reconocido de Beethoven, aunque su trabajo está lleno de pretensiones hacia él mismo.

- Se dice que Beethoven pudo haberse referido al hotel Karisbad en Viena, ya que una vez escribió sobre un lugar llamado simplemente "K", sin embargo Beethoven nunca visitó este hotel.

- Giulietta Guicciardi se retrata como una inocente burguesa admiradora de Beethoven, a quien Ludwig pretendió desde el momento que la conoció, sin embargo a Beethoven se le confió su educación musical, aun cuando ella no lo conocía muy bien ni a su trabajo, pues ella tenía 16 años y Beethoven alrededor de 30, lo que también hace inconsistente la edad de Guicciardi quien es interpretada por la actriz Valeria Golino de entonces 28 años. La Sonata Claro de luna, fue dedicada a Guicciardi, pero fue ella quien lo rechazó por su posición social, y no por ser sordo, lo que llevó a Ludwig a una gran depresión.

- Con respecto a las primas de Guicciardi, sus nombres Josephine y Therese, hacen referencia a las hermanas Von Brunsvik hijas de una patrona de Ludwig: Anna Von Brunsvik, de quienes también se le encargó su educación musical, al mismo tiempo que a su prima; así pues, ellas debieron ser adolescentes y no adultas como en la película, pero Ludwig se fijó más en su prima Giuletta, se dice que pretendió a Therese, sin embargo también fue rechazado por la misma razón.

- Beethoven nunca tocó su Concierto "Emperador", ya que su sordera no se lo permitió, pero se arriesgó a dirigir su Séptima Sinfonía, de lo que se dice, no le fue tan mal.

- Marie Erdödy tiene mucho protagonismo en la película, sin embargo se sabe muy poco respecto a ella, pero se sabe que fue patrona de Beethoven, a quien contrató para entretener a sus invitados, y a quien conoció por medio de su fama, pero no vivieron juntos y probablemente nunca se relacionaron amorosamente.

- Beethoven al igual que toda Viena sufrió los ataques con cañones de Napoleón en la ciudad, sin embargo el hecho de cambiar la dedicatoria a la sinfonía Eroica, ocurrió varios años antes.

- En la película se dice que Beethoven obsequia la composición "Para Elisa" a su sobrino Karl de niño, pero en realidad fue una dedicatoria para Therese, otra amada de Beethoven, al encontrar la partitura, esta estaba ilegible concluyendo que fuera "Elisa". Se dice que "Elisa" era una niña hija de un amigo de Beethoven, quien se sabía algunas piezas de sus sonatas; sin embargo no existe ningún documento que acredite la existencia de ésta niña.

- Karl menciona a Schindler el tema del cuarto movimiento de la Novena Sinfonía (Oda a la Alegría), pero cuando Karl trató de suicidarse, Beethoven ya había estrenado la 9.ª mucho antes de que Karl llegara a este punto extremo de depresión.

- Cuando Schindler describe el momento en que conoce a Beethoven, éste se ve representado como en el retrato de Joseph Karl Stieler, pero habla sobre el estreno de la Sonata Kreutzer, en ésta escena Beethoven tenía 50 años; además en la escena hace deducir que fueron Ignaz Schuppanzig y George Bridgetower quienes la estrenaron y la estaban ensayando; la verdad es que Beethoven tenía 31 años y fue el mismo Ludwig, que aún podía escuchar, quien la estrenó junto a Bridgetower, además no hubo tiempo de ensayarla, lo que puso en alto el virtuosismo de Bridgetower; también se menciona que Bridgetower era de África, cuando en realidad era polaco a pesar de ser mulato. A Schindler, Beethoven lo conoció mucho después.

- Se dice que de niño, Beethoven decepcionó a un público al romper las cuerdas de un clavecín. Esto nunca ocurrió, ya que el pequeño Beethoven siempre salió adelante en sus presentaciones, sin embargo ni así se salvó del abuso de su padre, quien lo golpeaba arbitrariamente.

- Se describe como si poco después del estreno de la 9.ª sinfonía Beethoven hubiese caído en cama y muerto, pero sin embargo pasarían 3 años para que esto ocurriera.

- No fue Schuppanzig quien volteó la mirada del ensordecido Beethoven para recibir una ovación luego de subir al estrado en el estreno de la 9.ª sinfonía, sino una de las sopranos del coro Caroline Unger.

- Ludwig no murió solo en un cuarto oscuro como lo representan al principio, estaba acompañado al momento de su deceso.

- Quizás el mayor error fue el suponer que Ludwig estaba enamorado de su cuñada Johanna, ya que siempre la consideró enemiga, además de llamarla "La reina de la noche" (personaje malvado de la obra La flauta mágica de Mozart) o "Frau B" (Señora Beethoven), debido a la fama que la precedía, ya que al parecer tenía una vida sexual muy activa al momento de juntarse con su hermano Kaspar, esta teoría se crea debido a la misma Johanna, quien, cansada de los ataques de Ludwig, comentó que éste tal vez la amaba, a lo que Ludwig respondió duramente en contra, además de que los tres hermanos Van Beethoven nacieron con cierta incapacidad genética para tener hijos, por lo que es prácticamente seguro que su sobrino Karl fuese producto de otro amorío de Johanna, pues aunque no se conserva ninguna imagen de Caspar Karl Van Beethoven, se dice que no se parecía a su hijo; Así mismo en una escena los tres hermanos están hablando de Johanna mientras la espían, y los tres son adultos, sin embargo difícilmente Ludwig habría hecho algo así y los hermanos no solían estar juntos, debido a que no congeniaban entre sí por el mal carácter de Ludwig.